# Molosso (ritmo)
Molosso, em uma composição poética, é um pé composto caracterizado pela sequência de 3 sílabas tônicas ou longas.
Raramente visto em uma composição poética, um poema, aparece, no entanto, em letra de música, forçando a tonicidade de uma sílaba átona, se declamada apenas.
Exemplo 1
Tem dias que a gente se sente

como quem partiu ou morreu,

a gente estancou de repente

ou foi o mundo então que cresceu.

(Roda Viva - Chico Buarque)
Exemplo 2
Eu vou mostrar pra vocês

como se dança o baião

e quem quiser aprender

[é] favor prestar atenção.

(Baião - Luiz Gonzaga)
O último pé de cada verso, anapesto quando declamado (breve-brebe-longa), transforma-se em molosso quando cantado (longa-longa-longa)